# 熊葱
熊葱（學名：Allium ursinum），又名野韭菜、熊果大蒜、熊蒜（bear's garlic）、野蒜菜及林地蒜，是石蒜科葱属的多年生草本植物，学名种加词意为“熊”，因欧洲民间故事中认为熊从冬眠中苏醒后会食用本种植物而得名。食用时味道如同韭菜，但氣味相对並不强烈。多生长于林地树荫。春季刚发出的第一至第五叶味道鲜嫩，适于食用，开花后口感下降。

## 特征

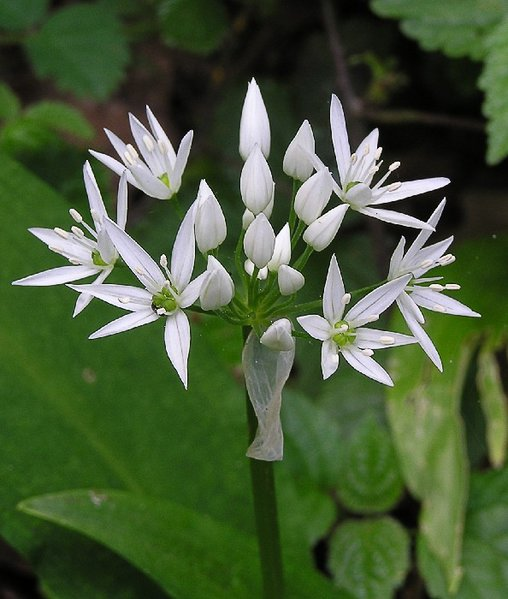
熊葱花朵

熊葱为多年生草本植物，株高20-50厘米，植株有2-3楞形直茎，阔叶宽大伸展可达5厘米，有一条长长的柳叶刀型叶脉。花序属于伞状花序，一般开花5-20朵。花朵白色，呈放射状，一般三个为一组，有6个等大小的花瓣（花被）。

## 分布
熊葱广泛分布于欧洲大陆，北亚地区的草地和林地。在林间树荫处即可找到。在落叶阔叶林的林地更容易生长。

## 食用
熊葱是一种历史悠久的蔬菜、调料和药用植物，在新石器时代的聚居地和部落营地意外发现很多余留的熊葱，因为当时居民不能喂给动物太多。否则，动物产的奶就无法食用。由此推断5000年前，熊葱就已经进入人类的厨房了。
葉子和花可以直接當蔬菜食用，或做成青醬，在歐洲是春季常見的野菜。

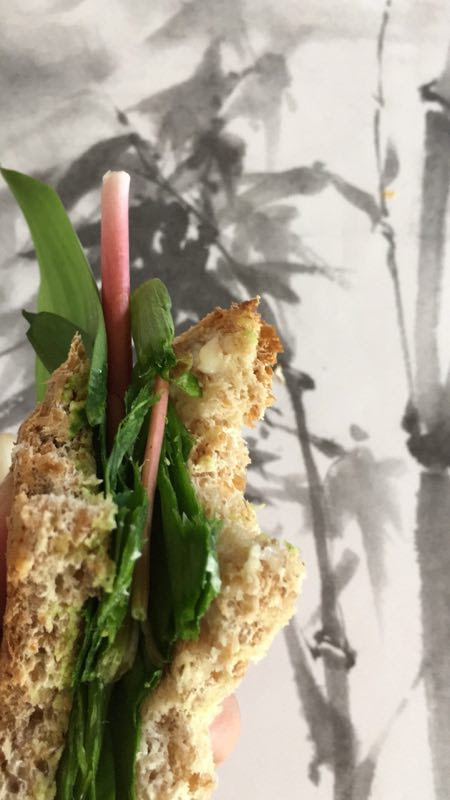
奶油面包片裹熊葱
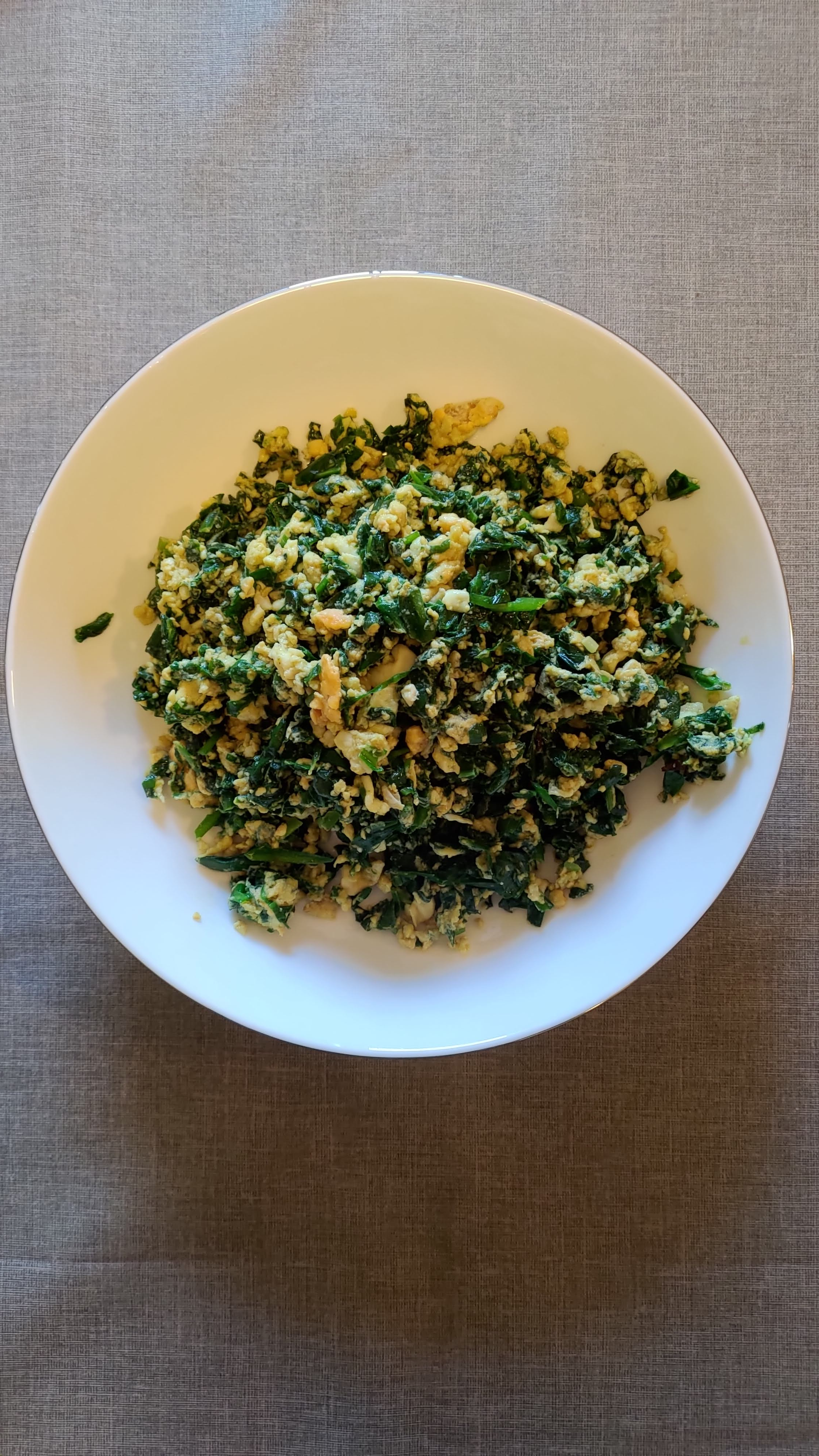
熊葱雞蛋

尽管整个植株都可以食用，但是多數都只是选用叶子作为早春的新鲜蔬菜或者调味剂。本種為春天发芽长叶比较早的植物，所以可以作为调料或者蔬菜食用，用来代替小葱。本種调味成分经加热后会分解，富含的维生素C遇到高温也会丧失殆尽。因为加热会改变这些成分的性质。因此推荐食用熊葱最好将其切细和沙拉或者其它食物混合食用。采摘季节最好在其花期以前，之后它会变得有些发苦，味道不再鲜美。

## 采摘
在采摘熊葱时易和铃兰、春天时节的秋水仙、以及还没有长出斑点的斑叶疆南星（Arum maculatum）相混淆，后三种植物都是有毒的，其毒性足以致死。因为熊葱采摘的是叶子部分，因此采摘熊葱的时候应当十分小心，避免采摘错误的种类。熊葱叶子特殊的大蒜气味是鉴定真假的最重要方法。

### 采摘规定
在德国境内，本種大多生长於非自然保护区或者自然遗产区域，这些地方采摘不受到保护。但是处于上述地区的本種是禁止采摘的。根据德国联邦自然保护法第41条的规定，应当对植被采取必要的保护，禁止在没有合理理由的前提下采摘非自然保护区的地面植物，禁止采摘发生植被退化或者荒漠化的地区的地面植物。禁止导致植被退化和毁坏的行为。采摘的植物只能用于自用，商业目的采摘必须首先取得许可。为了保护植被状态，每人应当从一个植株上最多采摘一片叶子，不可以挖掘球茎，应当从园艺商人处购买自行培育。
勃兰登堡和汉堡将熊葱列为一级保护物种。不来梅将其划为极为稀有物种，在石勒苏益格-荷尔斯泰因列为濒危物种（4类）。因此在这些地区采摘应当被禁止。

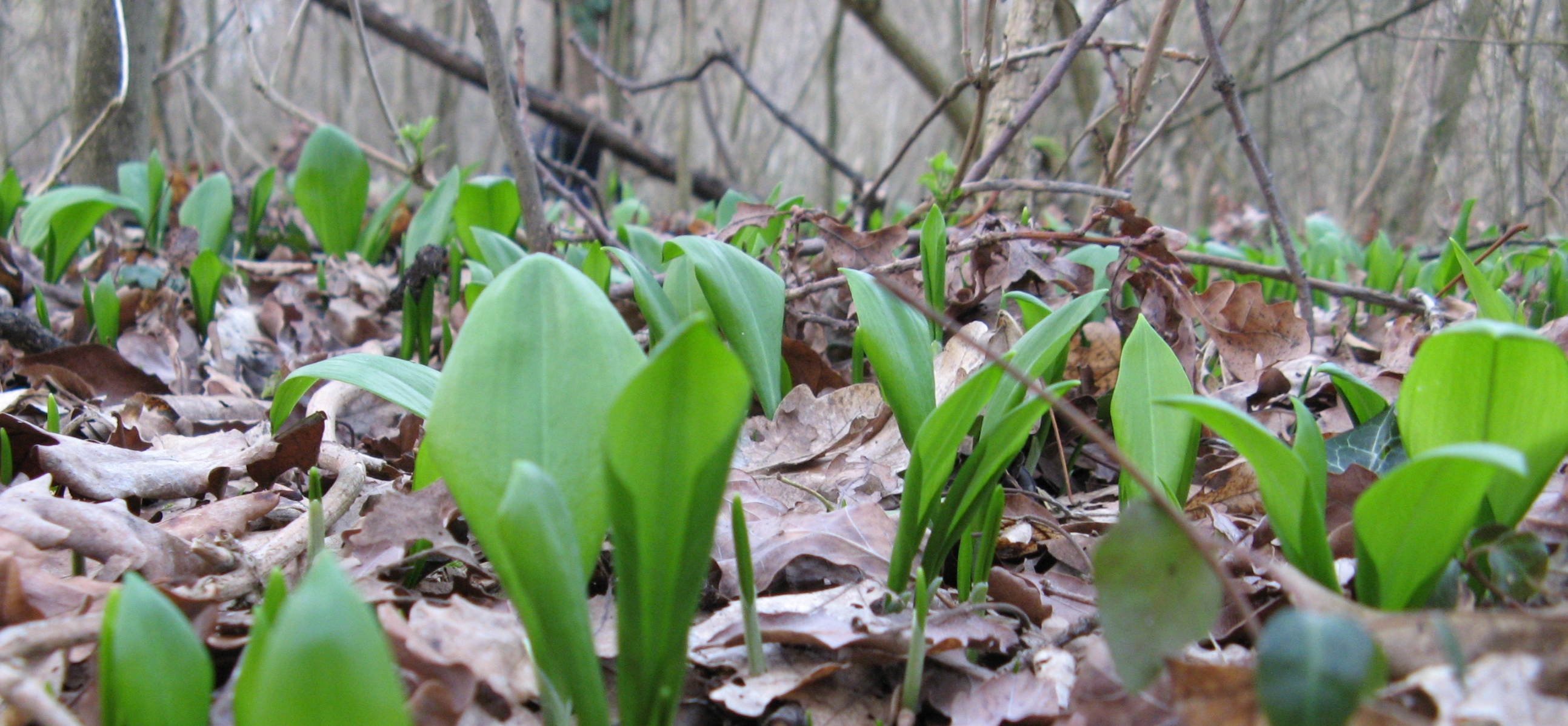
嫩熊葱
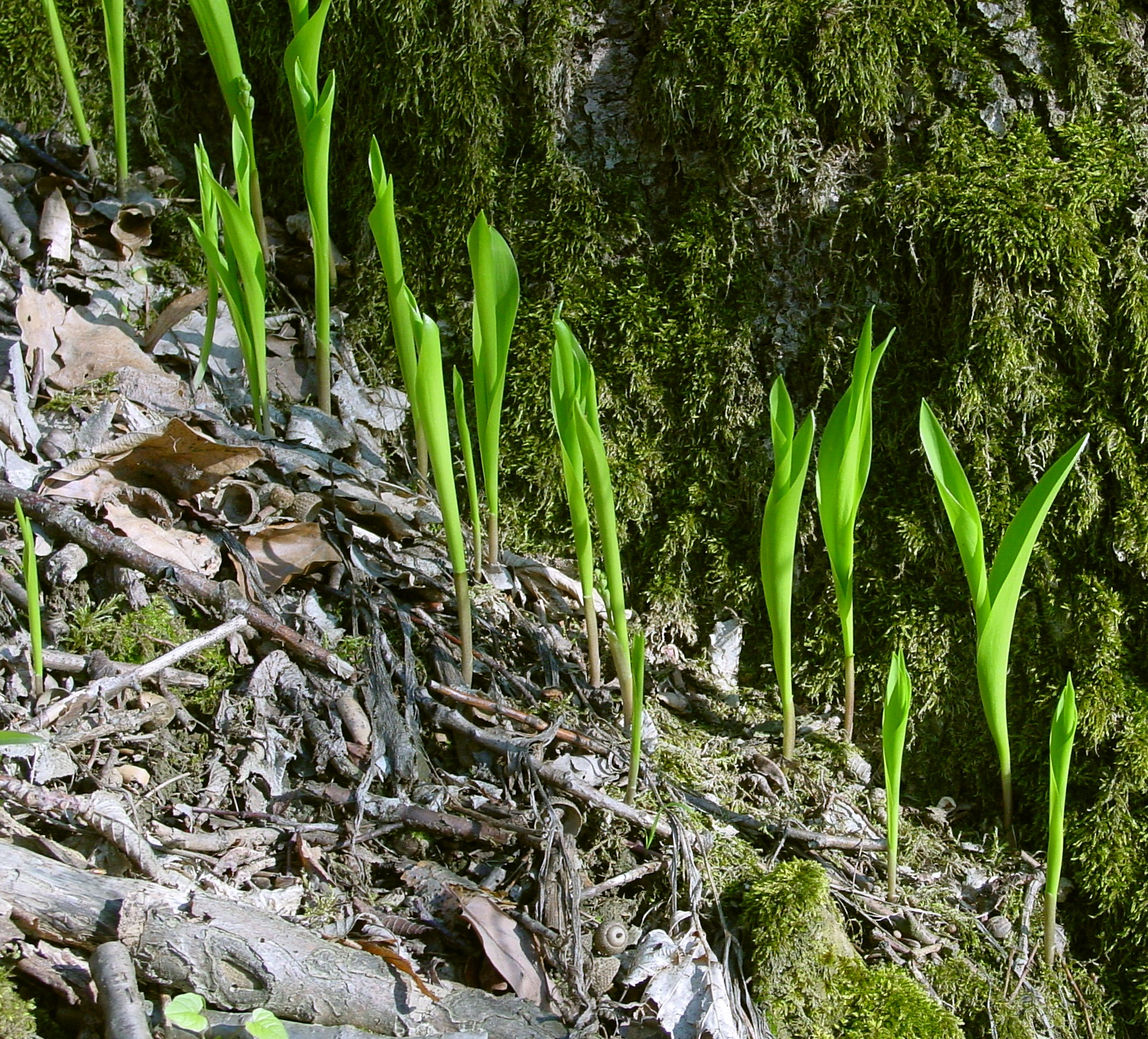
嫩铃兰
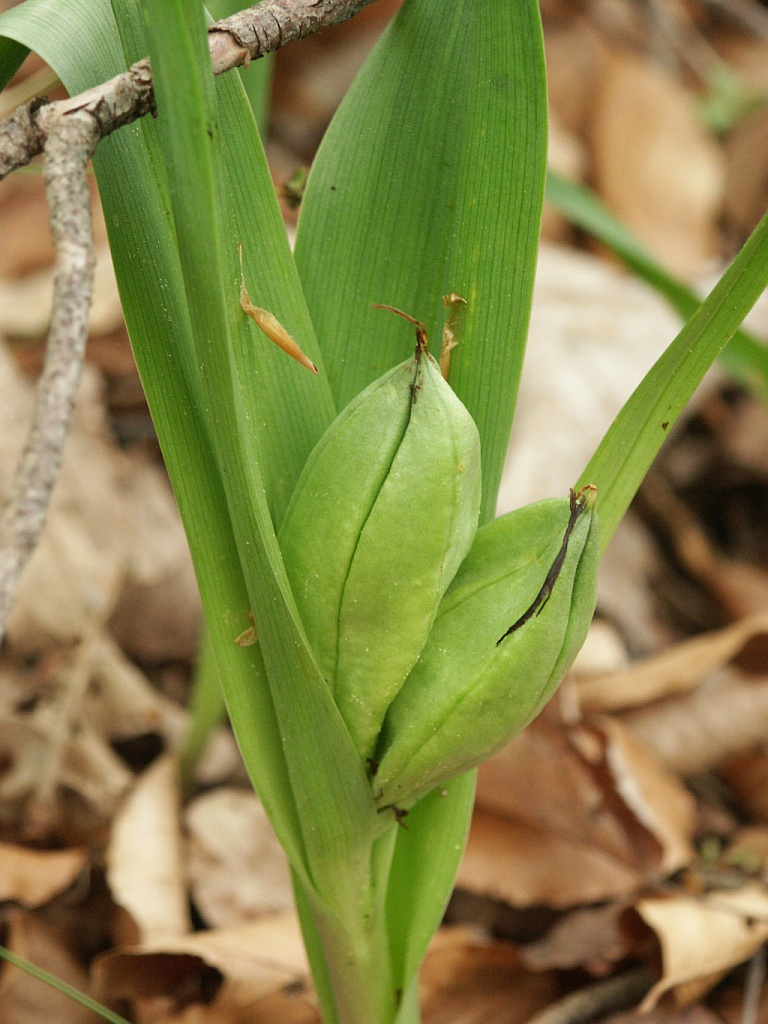
嫩秋水仙
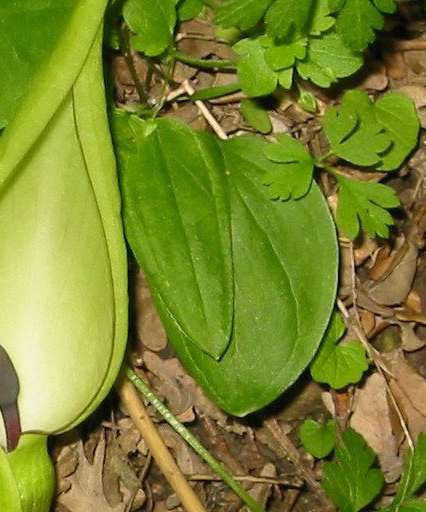
斑叶疆南星的嫩叶

## 药用
熊葱的药用价值很早就被发现，在古代就已经被日耳曼人和凯尔特人所熟知。
瑞士医生兼「草药神父」Johann Künzle关于本種的疗效写到：
「本植物可清理全身，预防疾病[...]其成分可以保持血液健康，促使分离和排出毒素。慢性病患者，[...] 和风湿病患者应当经常食用，疗效显著。自然界没有其它植物像它一样可以如此有效清理肠胃和血液[...]。」
本種含有蒜素氨基酸，蒜氨酸和硫化乙烯，葱油精油等成分。蒜氨酸可杀灭肠胃的细菌。熊葱还有类黄酮，也有杀菌和抗病毒的的功效。除此之外它含有的类黄酮产生延缓血液凝结的作用，可以用于防治心血管疾病，其抗氧化作用也可以防治癌症。另外，熊葱富含果糖、蛋白质、叶绿素及维生素C。100克熊葱含有150毫克维生素C；50克就可以满足人体对维生素C一天的需求。药物成分分布在整个植株上（叶，花，茎和球茎）。当本種开花后，叶子的药效会转移到花上。确切的药学作用不明。